# Ганс фон Гейдебрек
Ганс Сигізмунд фон Гейдебрек (нім. Hans Sigismund von Heydebreck; 16 червня 1866, Шведт — 20 липня 1935, Берлін) — німецький офіцер, вершник і письменник, оберст Прусської армії.

## Біографія
Представник стародавнього померанського роду. Син генерал-лейтенанта Прусської армії Геннінга фон Гейдебрека (1828—1904) і його першої дружини Анни, уродженої фон Кольмар (1837—1879).
З 1898 по 1900 рік він був призначений до Королівських стаєнь під командуванням Імперського кінного майстра Пауля Плінцнера, де став його учнем.
20 жовтня 1917 року прийняв командування 37-ю польовою артилерійською бригадою та залишався на цій посаді до кінця Першої світової війни.
Гейдебрек став відомим широкій кінній аудиторії, зокрема завдяки редагуванню та лінгвістичній модернізації стандартної праці Густава Штайнбрехта Gymnasium des Pferdes у четвертому виданні, завершеному в 1935 році. У своїй післямові він згадував про неминучий занепад класичного кінного спорту: «Якщо ми не створимо інститут, який готуватиме нас нових майстрів, мистецтво кінного спорту буде для нас втрачено непомітно, але неминуче».

## Сім'я
10 квітня 1896 року одружився в Штеттіні з Емілією Ліхтенберг. У пари народились 5 дітей:
- Анна Габріела Урсула (1897–?)
- Гільдегард Кароліна Ульріка Елізабет (1898—1952)
- Годела Емма Марі (1900–?)
- Георг-Генніг Ганс (1903—1976) — оберст вермахту і бундесверу, кавалер Лицарського хреста Залізного хреста.
- Клаус-Йоахім Ганс (1906—1985) — політик.